# Ajaał Łazariew
Ajaał Pietrowicz Łazariew, ros. Айаал Петрович Лазарев (ur. 19 marca 1986) – kirgiski zapaśnik w stylu wolnym. Olimpijczyk z Rio de Janeiro 2016, gdzie zajął piętnaste miejsce w kategorii 125 kg, szesnasty w Tokio 2020 w kategorii 125 kg i piąty w Paryżu 2024 w kategorii do 125 kg.
Ósmy na mistrzostwach świata w 2017. Brązowy medalista igrzysk azjatyckich w 2022, ósmy w 2010 i dziewiąty w 2014. Zdobył złoty medal w mistrzostwach Azji w 2015; srebrny w 2021 i 2024; brązowy w 2010, 2013 i 2016. Trzeci w indywidualnym Pucharze Świata w 2020. Dziewiąty w Pucharze Świata w 2011. Piąty na Uniwersjadzie w 2013 roku. W 2017 roku wystartował na Mistrzostwach Świata w Zapasach w kategorii do 125 kg. W 1/32 finału pokonał polaka Roberta Barana 6:8. Odpadł w ćwierćfinałach przegrywając z gruzinem Lewanem Berianidze 4:1 zajmując ostatecznie 8. miejsce.
We wrześniu 2017 roku doznał ciężkiej kontuzji, w wyniku której doszło do uszkodzenia łąkotki oraz więzadła krzyżowego w kolanie.